# Forze femminili ausiliarie dell'Armée de l'air française
Le forze femminili ausiliarie dell'Armée de l'air française erano un gruppo di donne militari in servizio nell'aviazione francese durante la seconda guerra mondiale che potevano essere impiegate per i trasporti aerei o le missioni di soccorso una volta addestrate. Tra loro spiccavano aviatrici professioniste detentrici di record di volo.

## Storia
La legge francese del 1938 sul paese in tempo di guerra diede il via all'arruolamento volontario femminile sia nell'Armée de terre (ausiliarie femminili dell'Armée de terre, AFAT) che nell'Armée de l'air (forze ausiliarie femminili, FAF). Grazie alla legge promulgata nel 24 maggio 1940 le aviatrici che avevano compiuto almeno 100 ore di volo potevano essere reclutate nell'Armée de l'air come ufficiali, con il grado di sottotenente. Poche settimane dopo, tuttavia, le truppe tedesche entrarono a Parigi e dopo il secondo armistizio di Compiègne soltanto Claire Roman, che seguì l'amministrazione centrale ad Amboise, fu effettivamente impiegata come pilota, ma solo per missioni di trasporto. Alcune di loro entrarono nella resistenza, altre avrebbero sospeso l'attività di aviatrici fino alla fine della guerra: diverse aviatrici tornarono nell'Armée de l'air quando Charles Tillon, ministro dell'aviazione del primo governo De Gaulle, decise di comporre una squadra al femminile sul modello sovietico. L'esperimento, però, terminò alla fine del suo mandato.

### Volontarie delle FAF arruolate nel 1939
- Marie-Louise Bastié (1898-1952, brevetto di volo turistico e di pilota da trasporto, collaudatrice per l'azienda Morane-Saulnier)
- Adrienne Bolland (1895-1975, brevetto di volo turistico e di pilota da trasporto)
- Madeleine Charnaux (1902-1943, brevetto di volo turistico, di pilota da trasporto e di volo in notturna, collaudatrice per la ditta Caudron)
- Maryse Hilsz (1901-1946, brevetto di volo turistico e di pilota da trasporto)
- Anne-Marie Imbrecq (1911-2015, infermiera, già pilota dell'IPSA, brevetto di volo turistico, brevetto di paracadutista e di istruttrice paracadutista)
- Yvonne Jourjon (1899-1985, brevetto di volo turistico e di pilota da trasporto, istruttrice presso l'aeroclub di Saint-Cyr, brevetto di paracadutista)
- Geneviève Lefebvre (1911, infermiera, già pilota dell'IPSA, brevetto di volo turistico, brevetto di paracadutista e di istruttrice paracadutista)
- Suzanne Melk (1908-1951, brevetto di volo turistico e di pilota da trasporto, istruttrice presso l'aeroclub di Vesoul di cui era proprietaria assieme al marito, il pilota Jean Dreyfus)
- Claire Roman (1906-1941, infermiera, già pilota del IPSA, corpo delle infermiere paracadutiste,  brevetto di volo turistico, di pilota da trasporto e di pilota di idrovolante)[3]

### Volontarie arruolate nella primavera 1940
- Élisabeth Boselli (1914-2005, brevetto di volo turistico)
- Marcelle Choisnet (1914-1974, brevetto di volo turistico)
- Andrée Dupeyron (1902-1988, brevetto di volo turistico, brevetto da paracadutista, sergente pilota preso il Groupe De Reconnaissance (GR) 2/55)[4]
- Suzanne Jannin (1912-1982, brevetto di volo turistico)
- Berthe Finat (1905-1945, brevetto di volo turistico e di paracadutista, già volontaria dell'IPSA, morta nel 1945 in servizio mentre rimpatriava dal Marocco dei civili sfollati durante la guerra)
- Germaine l'Herbier-Montagnon (1895-1986, brevetto di volo turistico e di paracadutista, già volontaria dell'IPSA)[5]
- Suzanne Tillier (1898-?, brevetto di volo turistico, passata poi nella Croce Rossa come pilota di ambulanza e coordinatrice di questo servizio al fronte durante la guerra in Indocina al posto di Susan Travers)

### Piloti aerei da ricognizione
- Marcelle Choisnet
- Maryse Hilsz
- Andrée Dupeyron
- Geneviève Lefebvre
- Suzanne Melk
- Claire Roman

### Piloti aerei da trasporto e aerei di servizio sanitario
- Adrienne Bolland
- Maryse Bastiè
- Berthe Finat
- Maryse Hilsz
- Anne Marie Imbrecq
- Germaine l'Herbier-Montagnon
- Madeleine Charnaux
- Yvette Mazellier
- Françoise Marzellier
- Marie Marvingt (aveva già prestato servizio durante la prima guerra mondiale e aveva raggiunto il grado di capitano; ragioni di età rientrò in servizio solo come pilota di aerei per il trasporto sanitario)[6]
- Suzanne Tillier

## Piloti ancora in formazione nel maggio del 1940
- Elisabeth Boselli
- Marcelle Choisnet (promossa da sottotenente a tenente nel marzo del 1941 ed insignita nello stesso tempo della Croce di Guerra)[7]
- Suzanne Jannin
- Lucienne Saby

### Istruttrici
- Maryse Bastiè (basi di Bordeaux-Mérignac, Villacoublay e Châteauroux; fu spostata più volte nel corso della guerra, risulta anche che sia stata per un breve periodo a Londra nell'inverno 1941-1942 per coordinare l'organizzazione delle volontarie femminili delle FAFL) Nel 1945, terminata la guerra, rinnovò il contratto di ingaggio fino al 1947[8]
- Adrienne Bolland
- Alla Dumesnil (comunicazioni radio, nelle FAFL: Londra 1940-1942; Algeri: 1943-1944)
- Yvonne Jourjon (C.I.C. di Chartres: 1939-1940, risulta inquadrata come aiutante monitrice).

## Addette alle comunicazioni radio, pilote ed altro personale FAFL
- Aglaè (Brigitte) Assiè-Fumaroli (infermiera e pilota, entrata in servizio nel dicembre del 1943 in Corsica presso il Groupe de Chasse 1/3)[9]
- Joséphine Baker (agente di collegamento, pilota e paracadutista, base di Algeri nel 1943, ATA RAF nel 1944-1945)[10][11]
- Isabelle Casse (sergente pilota, nata in Algeria nel 1905 e morta in Siria nel 1944, sepolta nel cimitero militare di Rayak in Libano)[12]
- Maryse Bastiè (Reseau Darius, pilota della Croce Rossa, istruttrice presso la base di Châteauroux nel 1944)
- Alla Dumenisl (comunicazioni radio e formazione delle pilote volontarie;[13][14]
- Jeanne (Janine) Elissetche (pilota del corso presso la base di Châteauroux del settembre 1944, prima del suo corso nella promozione Tillon del settembre 1945, smobilitata nel 1946, tornata in servizio l'anno dopo come allievo pilota presso l'Ecole de chasse di Meknes, chiuse la sua carriera nel 1990 con il grado di colonnello)[15]
- Yvette Briand (nata nel 1923 e deceduta a 90 anni il 18 febbraio 2013, in molti libri e forum di storia militare si trova indicata come Yvette Grollet, mentre nel libro di Raymond Caire "La femme militaire" viene citata come Yvette Grollet-Briand nell'elenco delle pilote ammesse al corso presso la base di Châteauroux del settembre-dicembre 1944)[16]
- Jeannette Guyot (Reseau Amarante, Reseau Phatrie-Londra, pilota e paracadutista, addetta alle comunicazioni radio nell'operazione Sussex del 1944)[17][18]
- Josiane Gros (addetta alle comunicazioni radio e paracadutista, in una pubblicazione in inglese è citata anche come agente del SOE)[19]
- Gisèle Gunepin (pilota del corso presso la base di Châteauroux del settembre 1944, morta in servizio nel dicembre del 1944, nella scheda dell'elenco dei morti per la Francia non è indicato il reparto di appartenenza)
- Ria (Maria) Hackin (morta in servizio nel 1941, il primo pilota FAFL di sesso femminile a morire durante una missione in prima linea[20]
- Maryse Hilsz (pilota FAFL con il grado di capitano, reseau Buckmaster, in alcuni forum di storia militare è citato anche un suo tentativo non riuscito di arruolarsi con l'aiuto di Jacqueline Cochran tra le WASP, le Ausiliarie dell'aviazione statunitense)[21]
- Denise Landre (comunicazioni radio, base di Algeri)[22]
- Geneviève Lefebvre (pilota e paracadutista, ATA RAF, 253° e 346° Squadron, 61 Operational Training Unit)
- Oscar Jeanne De Leydet Sigoyer De Jarjayes (pilota e paracadutista, ATA RAF, 253° e 340° Squadron, 61° Operational Training Unit)
- Jeanne Massias (ATA RAF: agent officer presso il 342º Squadrone)[23]
- Suzanne Melk (Reseau Bearn-Londra, ATA RAF pilota / flight officer: Bomber Command 61º Squadrone, maquis di Vesoul assieme al fratello, il capitano Pierre Melk, più giovane di Suzanne, nato nel 1911)
- Hélène Nebout (pilota, ATA RAF, maquis di Chasseneuil e Bir Hacheim, rientrata in servizio nell'Armée de l'air nel 1945 con il grado di tenente presso la base di Mont-de-Marsan)[24][25]
- Jeanne (Ginette e Miss Pancake per i colleghi) Plunkett (assistente section officer presso il 347º Squadrone, francese, ma sposata con un collega inglese: Keith Cyril Plunkett, radio navigatore del 619º Squadrone della RAF, morto in uno scontro aereo l'8 maggio 1944)[26])
- Marianne Sullivan (pilota)[27]
- Tereska Torres (addetta alle comunicazioni radio).

È stato stimato che tra il 1941 e il 1945 abbiano prestato servizio nelle FAFL circa 1 500 volontarie; di molte di loro si è persa ogni traccia, mentre qualcun'altra, come Isabelle Casse sergente pilota morta in servizio, è ormai solo un nome senza un volto.

### Archivi
- Elenco dei libretti di volo degli studenti del C.I.C di Chartres del periodo 1939-1940
- Elenco dei brevetti da paracadutista ed istruttore paracadutista rilasciati nel periodo 1936-1937 presso il centro di addestramento di Avignon-Pujat
- Elenchi degli equipaggi francesi degli ATA della RAF e materiale fotografico digitalizzato del Museo degli ATA RAF.